# Aschwardener Mühle
Die Aschwardener Mühle östlich des Weserdeiches in der niedersächsischen Gemeinde Schwanewede, Ortsteil Aschwarden, Aschwardener Straße 54, stammt aus der Mitte bzw. vom Ende des 19. Jahrhunderts und ist ein Wahrzeichen des Ortes. Aktuell (2025) wird sie bei Veranstaltungen und als Café genutzt.
Das Gebäude steht seit 1962 unter Denkmalschutz (siehe auch Liste der Baudenkmale in Schwanewede).

## Geschichte und Beschreibung
Aschwarden wurde erstmals 1105 urkundlich erwähnt. 1800 wurde in Aschwarden vom Müller Hayer aus Hagen im Bremischen eine Bockwindmühle gebaut und vom Müller Michaelis betrieben. Von der Familie Kayser wurde die Bockwindmühle 1850 gegen einen Galerieholländer mit Reetdach ersetzt.
Die 21,5 Meter hohe Galerieholländer-Windmühle mit dem heute dreigeschossigen massiven oktogonalen Unterbau mit Pfeilervorlagen, der hölzernen Galerie, dem achteckigen dreigeschossigen Turm, der Haube mit Windrose und Jalousieflügel wurde 1850 durch den Müller Martin Kayser und seine Ehefrau Meta gebaut. Der Achtkant (Turm) hatte ursprünglich eine Blechverkleidung und erhielt dann eine Schieferverkleidung. Die Kappe in seltener Zwiebelform bekam ebenfalls eine Schieferdeckung. Die Antriebstechnik aus Eisen besteht aus Flügelwelle, Königswelle, Räderwerk und Mahlgangantriebe. Das Mahlgut kam aus der Umgebung und per Schiff von Bremen zum Aschwardener Siel, wo es auf Pferdewagen umgeladen wurde.
Durch Blitzschlag und Brand wurde die Mühle 1896 bis auf den Unterbau vernichtet und in einer robusteren Art wieder aufgebaut. Durch hohe Umbaukosten geriet die Familie in finanzielle Schwierigkeiten; die Mühle musste 1900 zwangsversteigert werden. Der Mühlbetrieb wurde an Familie Frevler verpachtet. Im Ersten Weltkrieg fiel dar Müller und durch einen Sturm verlor die Mühle die Holzflügel. Der nächste Müller Stegie ließ 1922 die heutigen Flügel (22 Meter Durchmesser) aus genieteten eisernen Hohlprofilen montieren. Ein Dieselmotor und ab 1923 ein Elektromotor sorgten seitdem für den Betrieb bei Windstille. 1935 kaufte der Müller Köster († 1977) die Mühle. Häufige Sanierungen an verschiedenen Bauteilen fanden statt, nach 1962 auch mit Zuschüssen des Landkreises. Bis 1977 wurde mit Wind gemahlen und 1980 der Betrieb stillgelegt. 1982 musste die Galerie neu erstellt werden und der Abriss eines Lagerhauses erfolgte. Die Mühlenfreunde Aschwarden von 1987 betreuen die Mühle.
Das Landesdenkmalamt befand u. a.: „… bestimmt maßgeblich das Landschaftsbild …“
Die Mühle ist Station 38 der Niedersächsischen Mühlenstraße/Region Zwischen Nordsee, Elbe und Weser.